# 多爾戈耶湖 (莫斯科州)
56°4′4″N 37°19′41″E / 56.06778°N 37.32806°E

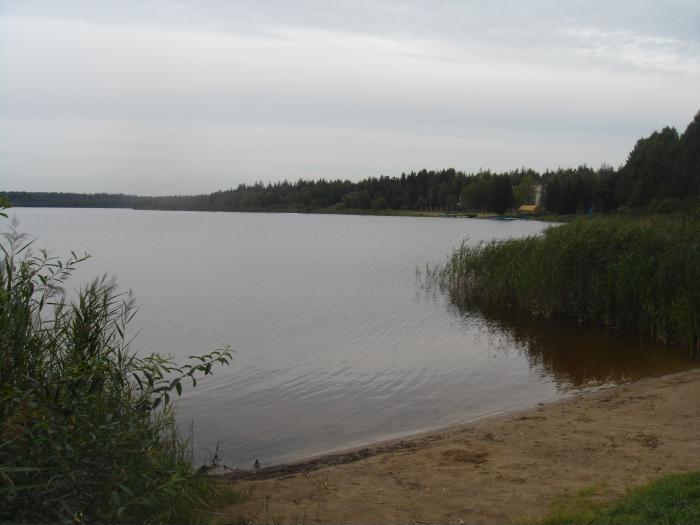

多爾戈耶湖（俄语：Долгое），是俄羅斯的湖泊，位於該國西部，由莫斯科州負責管轄，長1.6公里、寬0.4公里，面積0.56平方公里，海拔高度201.4米，集水區面積21.1平方公里，最大水深5.2米。